# Ponte di Naeke
Il ponte di Naeke (o legge di Naeke o ponte bucolico) è un fenomeno prosodico che prende il nome dal filologo tedesco August Ferdinand Naeke (1788-1838), che lo enunciò in uno studio del 1835, e riguarda la metrica dell'esametro dattilico greco in età ellenistica.
In breve, il ponte di Naeke consiste nell'assenza di fine di parola dopo il quarto piede dattilico, se è realizzato da uno spondeo.

## Descrizione
Naeke riguardo all’Ecale di Callimaco scrisse:
κωμῆται κάλεον περιηγέες.»
Spondei cum caesura in quarto pede tam rara apud Callimachum exempla sunt, ut piaculum sit, coniectando obtrudere poetae, quod ille data opera ac prudentissime defugerit. Huius spondei dico, et huius caesurae, quam sic positum Ἑκάλινναν faceret. [...]
τᾶσδε τελεσφορίας· ποτὶ τὰν θεῦν | ἄχρις ὁμαρτεῖν.

ἄπνοα πάντ' ἐγένοντο παραχρῆμ'· | ὅσσα τ' ὀδόντων.

Ῥήγιον ἄστυ λιπὼν Ἰοκάστου | Αἰολίδαο.»
κωμῆται κάλεον περιηγέες.»
Gli spondei seguiti da una cesura nel quarto piede sono così rari in Callimaco che sarebbe indegno appioppare al poeta con una congettura ciò che lui avrebbe evitato con impegno e molta abilità. Parlo di quello spondeo e di quella cesura che sarebbero causati da Ἑκάλινναν posto in tale posizione. [...]
τᾶσδε τελεσφορίας· ποτὶ τὰν θεῦν | ἄχρις ὁμαρτεῖν.

ἄπνοα πάντ' ἐγένοντο παραχρῆμ'· | ὅσσα τ' ὀδόντων.

Ῥήγιον ἄστυ λιπὼν Ἰοκάστου | Αἰολίδαο.»
( A. F. Naeke, Callimachi Hecale, in Rheinisches Museum für Philologie, III, 1835,  pp. 516 ss.)
Dunque, la struttura dell'esametro dei poeti ellenistici dovrà essere del tipo:
La definizione di "ponte bucolico" è dovuta al fatto che il divieto di fine parola dopo il quarto spondeo impedisce la presenza della cosiddetta dieresi bucolica, che ha sede appunto tra il quarto e il quinto piede dell'esametro dattilico.

## Applicazione
Questo ponte viene osservato, con rarissime eccezioni, solamente a partire da Callimaco; in seguito viene rispettato rigorosamente anche da Nonno di Panopoli e dai suoi seguaci.
Nella poesia arcaica, invece, questo ponte non viene sempre rispettato. Esempio di violazione:
οὐλομένην, ἣ μυρί' Ἀχαιοῖς ἄλγε' ἔθηκε (Iliade, I, 2).